# Контрабас
Контрабас је највећи и по регистру најдубљи гудачки инструмент са четири жице (некада је имао три). Припада групи гудачких инструмената као и виолина, виола, виолончело и бегеш. По структури је сличан виолончелу, има четири, мада повремено и пет жица.
Контрабас је стандардни члан гудачке секције оркестра, заједно са виолинама, виолом и виолончелом, као и концертног бенда, а појављује се у кончертима, соло и камерној музици у западној класичној музици. Контрабас се користи у низу других жанрова, као што су џез, блуз и рокенрол у стилу 1950-их, рокабили, психобили, традиционална кантри музика, блуграс, танго и народна музика.
Контрабас је инструмент за транспоновање и обично се бележи за једну октаву више од подешеног да би се избегле претеране линије испод палице. Контрабас је једини модерни гудачки инструмент који се подешава у квартарама (попут бас гитаре или виоле), а не у квинтама, са жицама које су обично подешене на E1, A1, D2 и G2.

## Опис
Контрабас стоји око 180 cm (6 feet) од свитка до крајње игле. Међутим, доступне су и друге величине, као што су 1⁄2 или 3⁄4, које служе за прилагођавање висине и величине руке свирача. Ове величине не одражавају величину у односу на пуну величину или 4⁄4 бас; 1⁄2 бас није половина дужине 4⁄4 баса, али је само око 15% мањи. Обично се прави од неколико врста дрвета, укључујући јавор за леђа, смреку за врх и ебановину за врат. Неизвесно је да ли је инструмент потомак виоле да гамба или виолине, али је традиционално повезан са породицом виолина. Док је контрабас по конструкцији готово идентичан другим инструментима породице виолина, он такође утеловљује карактеристике које се налазе у старијој породици виола.
Нотне ноте отворених жица су Е1, А1, Д2 и Г2, исто као акустична или електрична бас гитара. Међутим, резонанција дрвета, у комбинацији са конструкцијом налик на виолину и великом дужином скале, даје контрабасу много богатији тон од бас гитаре, поред могућности употребе гудала, док беспрагни врат омогућава глатке глисанде и легате.

## Порекло
Италијански назив контрабас (Contrabbasso (IT.); Contrebasse (Fr.); Kontrabass (Ger.) потиче од регистарског обележја инструмента и он је универзалан, без обзира на ортографска обележја. Изузетак је енглески назив Double-bass, али је његов смисао идентичан.  Води порекло из средине 15. века (contrabbasso di viola). Припадао је групи гудачких инструмената из рода старих виола (viola da gamba), који су се приликом свирања држали на колену или међу коленима.

## Историјат

### Барок
У периоду раног барока у музици, крајем 16. и почетком 17. века све више се развија осећај за хармонију, а њен значај се највише испољава у виду баса континуа (ital. basso continuo = сталан, непрекидан бас). Деоница баса континуа је редовно била присутна у инструменталним и вокално-инструменталним ансамблима. Контрабас, односно, један од инструмената који припадају групи виола да гамба, имао улогу да својом бојом обогати деоницу виолончела. Њихов нотни запис у партитури био исти јер се подразумевало да контрабас звучи за октаву ниже.
Период средњег, зрелог барока доноси велики развој хомофоне и полифоне, инструменталне и вокално-инструменталне музике (фуга, прелудијум, свита, кончерто гросо, камерна соната, инвенција, опера, ораторијум, кантата...) што условљава потребу за квалитетнијим и лепшим звуком инструмената. Заједно са развојем инструменталне музике, развијају се и инструменти, стога и контрабас пролази кроз фазу усавршавања – промена конструкције, броја жица, облика гудала...
Иако епоха барока у музици доноси велики развој у пољу инструменталне музике, улога контрабаса остаје иста кроз све три фазе (рани, зрели, позни) остаје иста – улога „пратећег“ инструмента који подржава деоницу виолончела. Разлог оваквој употреби инструмента су његове техничко-изражајне могућности условљене његовом конструкцијом (величина, дебљина и дужина жица), техником свирања и бојом звука.  Изузеци су поједини полифони и фугато одломци где контрабас наступа сам, како би тема била изражена у најнижем регистру.

### Класицизам
Епоха класицизма, период друге половине 18. века и првих тридесетак година 19. века наставља развој инструменталне музике. Важан сегмент ове епохе је појава и развој симфоније.  Проширио се састав оркестра као и бројност гудачких инструмената. Са већим бројем контрабаса у оркестру, његова боја долази више до изражаја, иако и даље удваја деоницу виолончела. Нотни запис за ове инструменте је обележаван под заједничким називом Bassi или Vc & Cb.
На прелазу између епохе класицизма и романтизма, у симфонијама Лудвига ван Бетовена,  деонице виолончела и контрабаса су раздвојене. Временом је то све чешћи манир у делима романтичара. Истицањем виолончела као тенорско-мелодијског инструмента, композитори осамостаљују деоницу контрабаса и његова улога постаје све значајнија – поистовећује се са ударачким инструментима због метро-ритмичке прецизности. У том периоду солистичка литература за контрабас је ретка, с обзиром на тадашње ограничене могућности инструмента. Упркос масивности и дубини тона његово генерално звучање је по волумену далеко испод префињеног и заобљеног звука виолончела или виолине. Контрабас има најслабију звучност у својој инструменталној групи, а због дебелих и тешких жица, теже се остварује одређена артикулација или свирање дугих пасажа. У циљу постизања  што квалитетније звучности, изражајности и тачније артикулације свирање контрабаса условљава већу физичку ангажованост и прецизност у односу на значајно мање гудачке инструменте, ипак поседује велики број техничких и изражајних могућности.

### Романтизам
Неки од првих виртуоза на контрабасу из периода романтизма, који су и први композитори дела за овај инструмент, су Доменико Драгонети (Domenico Dragonetti, 1763-1846) и Ђовани Ботесини (Giovani Botessini, 1821-1889). Ова два композитора су поставили сложене задатке пред извођаче и отворили пут ка осамостаљивању контрабаса у извођачком смислу. Ипак, контрабас је чешће био у употреби као оркестарски инструмент, а његова највећа експанзија као солистичког инструмента, дешава се током 20. века.
Контрабас је солистичку улогу у оркестру стекао тек у малим саставима џез музичара. Џез контрабасисти значајно обогаћују свирачку технику и позицију контрабаса у породици традиционално солистичких инструмената. Значајни иноватори на инструменту су Оскар Петифорд (Oscar Pettiford), који проглашава контрабас најважнијим инструментом у оркестру; Реј Браун (Ray Brown), који је у начин окидања жице унео одмереност и финоћу звука; Пол Чејмберс (Paul Chambers) који се одликовао вештим соло деоницама гудалом, за разлику од најчешћег свирања окидањем жице; Чарлс Мингус (Charles Mingus), који уводи трећи прст у свирању леве руке (на врату инструмента).
Од средине 20. вела до данас, овај инструмент се третира као солистички, а број виртуоза се повећава.

## Гудало
Гудало за контрабас је најкраће и најтеже, у односу на остала. Свира се стојећи или седећи на високој столици, са инструментом благо искошеним на леву страну. Два су се облика гудала задржала до данас - немачки модел и заступљенији италијански. Разликују се и начини држања гудала. Шаком одоздо је данас већ устаљен начин држања (немачко држање), насупрот ређем држању гудала као што је шаком одозго (италијанско гудало), попут оног на виолини или виолончелу. Тон се добија превлачењем гудала преко жица које се штимују по интервалу чисте кварте Г, Д, 1А, 1Е.
Техника десне руке, односно, техника свирања гудалом је разноврсна као и код других гудача. На контрабасу је могуће изводити три врсте потеза – лежеће, скачуће, бацане – као и други гудачки инструменти. У групу лежећих потеза који се на контрабасу могу извести су: легато (legato, свирање већег броја тонова током непрекидног кретања гудала у једном смеру), деташе (détaché, сваки тон се изводи посебним потезом гудала), мартелато (martellato, кратко и одсечно свирање тонова посебним потезом гудала које се зауставља између сваког тона). Међу скачуће потезе убрајају се: спикато (spiccato, гудалом се лако и брзо одскаче на жици), стакато (staccato, већи низ кратких тонова се изводи током непрекидног кретања гудала у једном смеру) и многи други.  Нешто ређи, али свакако изводљиви потези на контрабасу су бацани, најчешће жете рикоше (јеtté ricochet, гудало се баца на жицу, одбија и враћа неколико пута).
Такође је могуће извођење кон лењо (con legno, свирање окренутим гудалом, односно, дрветом), сул понтичело (sul ponticello, изнад кобилице) и сул тасто (sul tasto, на хватаљци). Често је, нарочито у класичним и џез оркестрима, свирање пицикато (pizzicatto, окидање жице прстима).

## Нотација
Контрабас је једини транспонујући инструмент у гудачком корпусу, тако да је његов писани опсег од Е до бе1 (могуће и до ге2), стварно звучање. Оркестарски штим {петожични од субконтра БЕ2 или ХА2, затим жице контра Е1, А1, велика октава ДЕ и ГЕ} , соло штим (наштимоване жице за степен навише) контра ФИС1, ХА1, велика октава Е, А. 
Музика за контрабас се пише претежно у бас кључу, али често се примењује промена кључа у тенор или виолински, да би се избегле ноте са четири или више помоћница.Такође се примењује и октавно записивање, више или октава ниже. Ово омогућава извођачима лакше и брже читање нотног текста.

## Further reading
- Grodner, Murray, (2000). Comprehensive Catalog of books, recordings and videos for the double bass.. Bloomington IN, Murray Grodner,
- Praetorius, Michael. Syntagma Musicum, Band II. ISBN 978-3-76181527-4.. Kassel, Bärenreiter, 2001. (Reprint of the first edition of 1619). .
- Billė, Isaia, „Gli strumenti ad arco e i loro culturi.”. Архивирано из оригинала 22. 10. 2022. г. Приступљено 22. 10. 2022.Rome, Ausonia. 1928. Pdf available at:.
- Boyden, David B.;  . (1989). The Violin Family. ISBN 0-393-30517-1.. The New Grove Musical Instruments Series, London, Macmillan. .
- Brun, Paul (2018). A New History of the Double Bass. ISBN 2-9514461-0-1.. Seillons source d'Argens, Paul Brun Productions. .
- Elgar, Raymond, (1960). Introduction to the Double Bass., published by the author, St Leonards on Sea,
- Elgar, Raymond, (1963). More About the Double Bass., published by the author, St Leonards on Sea,
- Elgar, Raymomd, (1967). Looking at the Double Bass., published by the author, St Leonards on Sea,
- Lohse, Jonas (2020). Das Kontrabass-Buch. ISBN 978-3-9822602-0-4.. Friedberg, Jonas Lohse Verlag. .
- Martin, Thomas, Martin Lawrence and George Martin, (2018). The English Double Bass.. Banbury, Arpeggio Publishing,
- Palmer, Fiona M. (1997). Domenico Dragonetti in England (1794-1846) : the career of a double bass virtuoso. Clarendon Press. ISBN 0-19-816591-9.. Oxford,, .
- Planyavsky, Alfred, Geschichte des Kontrabasses, Tutzing, Verlag Hans Schneider, 1984.
- Stanton, David H., (1982). The String (Double) Bass.. Evanston IL, The Instrumentalist Company,
- West, Chris, "The Paganini of the Double Bass - Bottesini in Britain." Independently published. 2021.  979-8747194595..
- Billè, Isaia (1922). Nuovo metodo per contrabbasso. Milan: Ricordi.
- Bradetich, Jeff (2016). Double Bass: The Ultimate Challenge. Denton, TX: Music for All to Hear..
- Cruft, Eugene (1966). The Eugene Cruft School of Double Bass Playing: A Method with a Repertoire. Oxford: Oxford University Press..
- Goïlav, Yoan, La contrebasse: Une philosophie du jeu, histoire, pédagogie, technique / The Double Bass: A Philosophy of Playing, History, Pedagogy, Technique. Lévis, Quebec: Doberman-Yppan, 2003.
- Goldsby, John (2002). The Jazz Bass Book: Technique and Tradition. San Francisco: Backbeat Books..
- O'Brien, Orin. (2016). Double-Bass Notebook: Ideas, Tips, and Pointers for the Complete Professional. New York: Carl Fisher. ISBN 978-0825888830..
- Simandl, Franz, (1984). New Method for the Double Bass.. Carl Fischer,
- Tambroni, Peter, (2014). An Introduction to Double Bass Playing.. Oak Park IL, www.MostlyBass.com,
- Trebbi, Alfredo (2007). Il Contrabbasso - novissimo manuale semiserio. Milan: Casa Musicale Sonzogno. ISBN 978-88-87318-40-1..
- Turetzky, Bertram (1989). The Contemporary Contrabass. Berkeley: University of California Press.